# Efecte Kerr
L'efecte Kerr, també anomenat efecte electroòptic quadràtic (quadratic electro-optic, QEO), és un canvi en l'índex de refracció d'un material en resposta a un camp elèctric aplicat.
L'efecte Kerr és diferent de l'efecte Pockels perquè el canvi d'índex induït és directament proporcional al quadrat del camp elèctric en lloc de variar linealment amb ell. Tots els materials mostren un efecte Kerr, però alguns líquids el mostren amb més força que altres.
L'efecte Kerr va ser descobert el 1875 pel físic escocès John Kerr.
Normalment es consideren dos casos especials de l'efecte Kerr; aquests són l'efecte Kerr electroòptic (o efecte Kerr corrent continu), i l'efecte Kerr òptic (o efecte Kerr corrent altern).

## Efecte Kerr electroòptic
L'efecte electroòptic Kerr, o efecte Kerr corrent continu, és el cas especial en què s'aplica un camp elèctric extern que varia lentament mitjançant, per exemple, una tensió als elèctrodes a través del material de mostra. Sota aquesta influència, la mostra esdevé birefringent, amb diferents índexs de refracció per a la llum polaritzada paral·lelament o perpendicularment al camp aplicat. La diferència d'índex de refracció, Δn, ve donada per
{\displaystyle \Delta n=\lambda KE^{2},\ }
on λ és la longitud d'ona de la llum, K és la constant de Kerr i E és la força del camp elèctric. Aquesta diferència d'índex de refracció fa que el material actuï com una làmina d'ona quan la llum incideix sobre ell en una direcció perpendicular al camp elèctric. Si el material es col·loca entre dos polaritzadors lineals «creuats» (perpendiculars), no es transmetrà llum quan s'apaga el camp elèctric, mentre que gairebé tota la llum es transmetrà per a un valor òptim del camp elèctric. Valors més alts de la constant de Kerr permeten aconseguir una transmissió completa amb un camp elèctric aplicat més petit.
Alguns líquids polars, com el nitrotoluè (C7H7NO2) i el nitrobenzè (C6H5NO2) presenten constants de Kerr molt grans. Una cel·lula de vidre plena d'un d'aquests líquids s'anomena cel·lula de Kerr. S'utilitzen sovint per modular la llum, ja que l'efecte Kerr respon molt ràpidament als canvis en el camp elèctric. La llum es pot modular amb aquests dispositius a freqüències de fins a 10 GHz. Com que l'efecte Kerr és relativament feble, una cel·lula Kerr típica pot requerir tensions de fins a 30 kV per aconseguir una transparència total. Això contrasta amb les cel·lules Pockels, que poden funcionar a voltatges molt més baixos. Un altre desavantatge de les cel·lules Kerr és que el millor material disponible, el nitrobenzè, és verinós. També s'han utilitzat alguns cristalls transparents per a la modulació de Kerr, tot i que tenen constants de Kerr més petites.
En mitjans que no tenen simetria d'inversió, l'efecte Kerr s'amaga generalment per l'efecte Pockels molt més fort. L'efecte Kerr encara està present, però, i en molts casos es pot detectar independentment de les contribucions de l'efecte Pockels.

## Efecte Kerr òptic
L'efecte Kerr òptic, o efecte Kerr corrent altern, és el cas en què el camp elèctric és degut a la pròpia llum. Això provoca una variació de l'índex de refracció que és proporcional a la irradiància local de la llum. Aquesta variació de l'índex de refracció és responsable dels efectes òptics no lineals de l'automodulació de fase, i la inestabilitat modulacional, i és la base del mode locking de lents Ker. Aquest efecte només es fa important amb feixos molt intensos com els dels làsers. També s'ha observat que l'efecte Kerr òptic altera dinàmicament les propietats d'acoblament de modes en fibra òptica multimode, una tècnica que té aplicacions potencials per a mecanismes de commutació totalment òptics, sistemes nanofotònics i dispositius de sensors fotogràfics de baixa dimensió.

## Efecte Kerr magnetoòptic
L'efecte Kerr magnetoòptic (magneto-optic Kerr effect, MOKE) és el fenomen que la llum reflectida d'un material magnetitzat té un pla de polarització lleugerament girat. És similar a l'efecte Faraday on es fa girar el pla de polarització de la llum transmesa.

## Teoria

### Efecte Kerr corrent continu
Per a un material no lineal, la polarització elèctrica {\displaystyle \mathbf {P} } dependrà del camp elèctric {\displaystyle \mathbf {E} }:
{\displaystyle \mathbf {P} =\varepsilon _{0}\chi ^{(1)}\mathbf {E} +\varepsilon _{0}\chi ^{(2)}\mathbf {EE} +\varepsilon _{0}\chi ^{(3)}\mathbf {EEE} +\cdots }
on {\displaystyle \varepsilon _{0}} és la permitivitat del buit i {\displaystyle \chi ^{(n)}} és el 𝑛-ordre del component de la susceptibilitat elèctrica del medi.
Podem escriure aquesta relació explícitament; la component i-èsima del vector {\displaystyle \mathbf {P} } es pot expressar com:
{\displaystyle P_{i}=\varepsilon _{0}\sum _{j=1}^{3}\chi _{ij}^{(1)}E_{j}+\varepsilon _{0}\sum _{j=1}^{3}\sum _{k=1}^{3}\chi _{ijk}^{(2)}E_{j}E_{k}+\varepsilon _{0}\sum _{j=1}^{3}\sum _{k=1}^{3}\sum _{l=1}^{3}\chi _{ijkl}^{(3)}E_{j}E_{k}E_{l}+\cdots }
on {\displaystyle i=1,2,3}. Sovint se suposa que {\displaystyle P_{1}} ∥ {\displaystyle P_{x}}, per exemple, la component paral·lela a x del camp de polarització; {\displaystyle E_{2}} ∥ {\displaystyle E_{y}}, etcètera.
Per a un medi lineal, només el primer terme d'aquesta equació és significatiu i la polarització varia linealment amb el camp elèctric.
Per als materials que presenten un efecte Kerr no menyspreable, el tercer terme {\displaystyle \chi ^{(3)}}és significatiu, amb els termes d'ordre parell que solen abandonar a causa de la simetria d'inversió del medi Kerr. Considerem el camp elèctric net {\displaystyle E} produïda per una ona lluminosa de freqüència ω juntament amb un camp elèctric extern {\displaystyle E_{0}}:
{\displaystyle \mathbf {E} =\mathbf {E} _{0}+\mathbf {E} _{\omega }\cos(\omega t),}
on Eω és l'amplitud vectorial de l'ona.
La combinació d'aquestes dues equacions produeix una expressió complexa per a {\displaystyle P}. Per a l'efecte Kerr corrent continu, podem descuidar-ho tots excepte els termes lineals i els de {\displaystyle \chi ^{(3)}|\mathbf {E} _{0}|^{2}\mathbf {E} _{\omega }}:
{\displaystyle \mathbf {P} \simeq \varepsilon _{0}\left(\chi ^{(1)}+3\chi ^{(3)}|\mathbf {E} _{0}|^{2}\right)\mathbf {E} _{\omega }\cos(\omega t),}
que és similar a la relació lineal entre la polarització i un camp elèctric d'una ona, amb un terme addicional de susceptibilitat no lineal proporcional al quadrat de l'amplitud del camp extern.
Per a medis no simètrics (per exemple, líquids), aquest canvi de susceptibilitat induït produeix un canvi en l'índex de refracció en la direcció del camp elèctric:
{\displaystyle \Delta n=\lambda _{0}K|\mathbf {E} _{0}|^{2},}
on λ0 és la longitud d'ona del buit i K és la constant de Kerr del medi. El camp aplicat indueix birefringència en el medi en direcció al camp. Així, una cèl·lula Kerr amb un camp transversal pot actuar com una làmina d'ona commutable, fent girar el pla de polarització d'una ona que la travessa. En combinació amb polaritzadors, es pot utilitzar com a obturador o modulador.
Els valors de K depenen del medi i són aproximadament9.4×10−14 m·V−2 per a l'aigua, i 4.4×10−12 m·V−2 per al nitrobenzè. Per als cristalls, la susceptibilitat del medi serà en general un tensor, i l'efecte Kerr produeix una modificació d'aquest tensor.

### Efecte Kerr corrent altern
En l'efecte Kerr òptic, o efecte Kerr corrent altern, un feix de llum intens en un medi pot proporcionar el mateix camp elèctric modulador, sense necessitat d'aplicar un camp extern. En aquest cas, el camp elèctric ve donat per:
{\displaystyle \mathbf {E} =\mathbf {E} _{\omega }\cos(\omega t),}
on Eω és l'amplitud de l'ona com abans.
Combinant això amb l'equació per a la polarització, i prenent només termes lineals i els de χ(3)|Eω|3:
{\displaystyle \mathbf {P} \simeq \varepsilon _{0}\left(\chi ^{(1)}+{\frac {3}{4}}\chi ^{(3)}|\mathbf {E} _{\omega }|^{2}\right)\mathbf {E} _{\omega }\cos(\omega t).}
Com abans, això sembla una susceptibilitat lineal amb un terme no lineal addicional:
{\displaystyle \chi =\chi _{\mathrm {LIN} }+\chi _{\mathrm {NL} }=\chi ^{(1)}+{\frac {3\chi ^{(3)}}{4}}|\mathbf {E} _{\omega }|^{2},}
i a partir de:
{\displaystyle n=(1+\chi )^{1/2}=\left(1+\chi _{\mathrm {LIN} }+\chi _{\mathrm {NL} }\right)^{1/2}\simeq n_{0}\left(1+{\frac {1}{2{n_{0}}^{2}}}\chi _{\mathrm {NL} }\right)}
on n0=(1+χLIN)1/2 és l'índex de refracció lineal. Utilitzant una sèrie de Taylor a partir de χNL ≪ n02, això dona un índex de refracció dependent de la intensitat (intensity dependent refractive index, IDRI) de:
{\displaystyle n=n_{0}+{\frac {3\chi ^{(3)}}{8n_{0}}}|\mathbf {E} _{\omega }|^{2}=n_{0}+n_{2}I}
on n2 és l'índex de refracció no lineal de segon ordre i I és la intensitat de l'ona. El canvi de l'índex de refracció és doncs proporcional a la intensitat de la llum que viatja pel medi.
Els valors de n2 són relativament petits per a la majoria de materials, de l'ordre de 10−20 m2 W−1 per als vidres típics. Per tant, les intensitats del feix (irradiància) de l'ordre d'1 GW cm−2 (com les produïdes pels làsers) són necessàries per produir variacions significatives en l'índex de refracció mitjançant l'efecte Kerr corrent altern.
L'efecte Kerr òptic es manifesta temporalment com a modulació de fase pròpia, un canvi de fase i freqüència autoinduït d'un pols de llum mentre viatja a través d'un medi. Aquest procés, juntament amb la dispersió, pot produir solitons òptics.
Espacialment, un feix de llum intens en un medi produirà un canvi en l'índex de refracció del medi que imita el patró d'intensitat transversal del feix. Per exemple, un feix gaussià dona com a resultat un perfil d'índex de refracció gaussià, similar al d'una lent de gradient d'índex. Això fa que el feix s'enfoqui, un fenomen conegut com a autofocalització.
A mesura que el feix s'autofocalitza, la intensitat màxima augmenta i, al seu torn, fa que es produeixi més autofocalització. S'impedeix que el feix s'autofocalitzi indefinidament per efectes no lineals com la ionització multifotònica, que esdevenen importants quan la intensitat és molt alta. A mesura que la intensitat del punt autofocalitzat augmenta més enllà d'un cert valor, el medi és ionitzat pel camp òptic local elevat. Això redueix l'índex de refracció, desfocalitzant el feix de llum que es propaga. A continuació, la propagació continua en una sèrie de passos repetits d'enfocalització i desfocalització.